# Кінгс-Бей-Бейс (Джорджія)
Кінгс-Бей-Бейс (англ. Kings Bay Base) — переписна місцевість (CDP) в США, в окрузі Кемден штату Джорджія. Населення — 2329 осіб (2020).

## Географія
Кінгс-Бей-Бейс розташований за координатами 30°47′58″ пн. ш. 81°33′56″ зх. д. / 30.79944° пн. ш. 81.56556° зх. д. (30.799462, -81.565585).  За даними Бюро перепису населення США в 2010 році переписна місцевість мала площу 4,98 км², з яких 4,90 км² — суходіл та 0,08 км² — водойми.

## Демографія
Згідно з переписом 2010 року, у переписній місцевості мешкало 1777 осіб у 208 домогосподарствах у складі 194 родин. Густота населення становила 357 осіб/км².  Було 320 помешкань (64/км²).
Расовий склад населення:
| - 79,3 % — білих - 11,2 % — чорних або афроамериканців - 1,3 % — азіатів - 0,5 % — корінних американців - 0,3 % — вихідців з тихоокеанських островів - 2,4 % — осіб інших рас |

До двох чи більше рас належало 5,0 %. Частка іспаномовних становила 11,3 % від усіх жителів.
За віковим діапазоном населення розподілялося таким чином: 19,2 % — особи молодші 18 років, 80,6 % — особи у віці 18—64 років, 0,2 % — особи у віці 65 років та старші. Медіана віку мешканця становила 21,4 року. На 100 осіб жіночої статі у переписній місцевості припадало 303,9 чоловіків;  на 100 жінок у віці від 18 років та старших — 460,5 чоловіків також старших 18 років.
Середній дохід на одне домашнє господарство  становив 43 511 долар США (медіана — 41 167), а середній дохід на одну сім'ю — 44 000 доларів (медіана — 41 708). 
Цивільне працевлаштоване населення становило 181 осіб. Основні галузі зайнятості: публічна адміністрація — 43,6 %, мистецтво, розваги та відпочинок — 17,1 %, науковці, спеціалісти, менеджери — 16,0 %.